# Matthew O'Neill

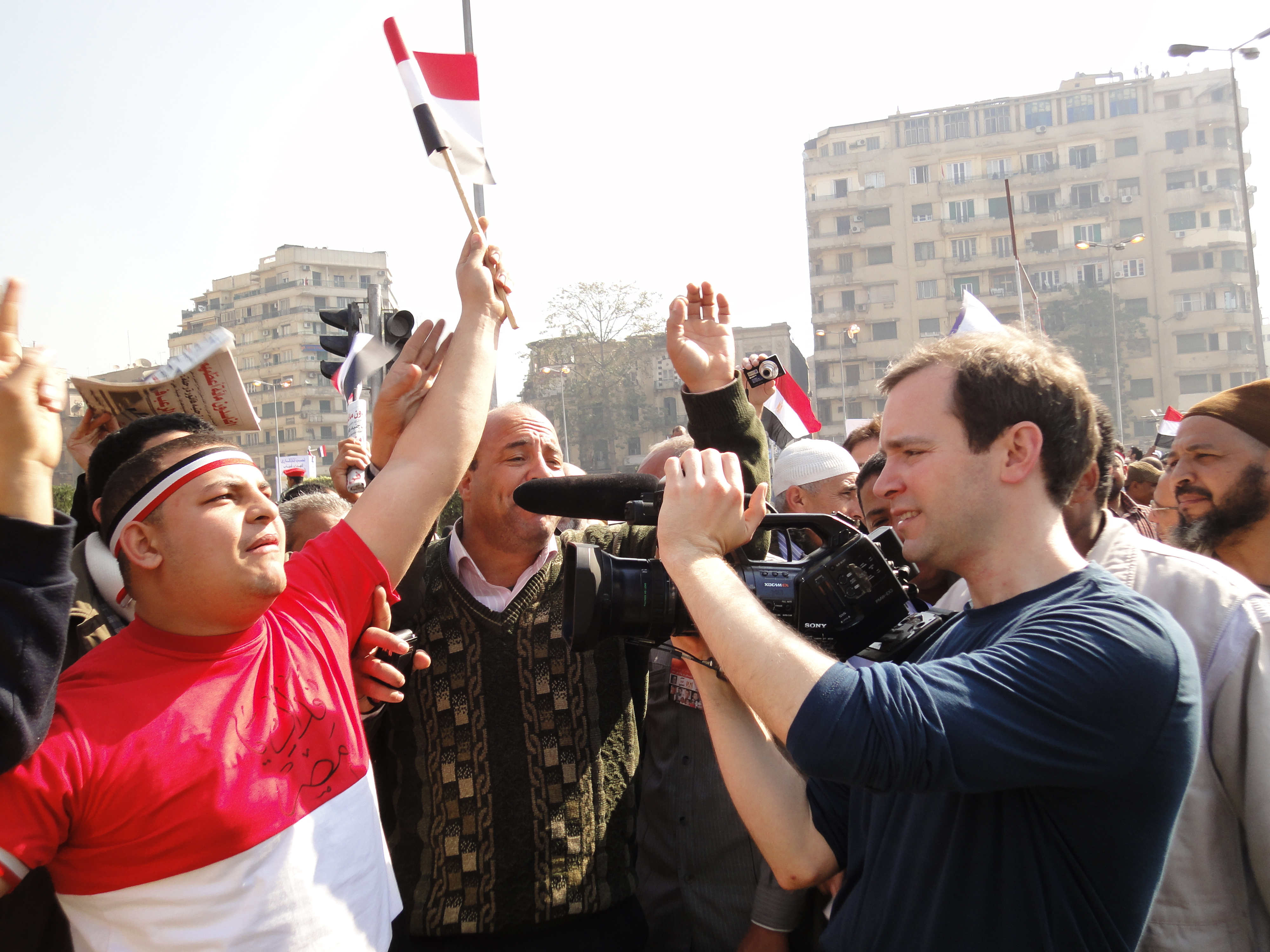
Matthew O'Neill à direita

Matthew O'Neill é um cineasta americano. Como reconhecimento, foi nomeado ao Oscar 2013 na categoria de Melhor Documentário em Curta-metragem por Redemption.